# U.S. Route 71
U.S Route 71 (också kallad U.S. Highway 71 eller med förkortningen  US 71) är en amerikansk landsväg. Den går från gränsen mot Kanada i norr vid International Falls, Minnesota och genomkorsar landet i sydlig riktning till den södra änden som ligger i närheten av Port Barre och Krotz Springs i Louisiana, där den möter U.S. Route 190. Vägen är 2466 km lång i sin helhet.
Route 71 passerar bland annat städerna Kansas City, Missouri och Texarkana, Arkansas på vägen.